# Амикеево
Амикеево (тат. Әмәкәй) — село в Муслюмовском районе Татарстана. Административный центр Амикеевского сельского поселения.

## География
Находится на реке Калмия, в 8 км к северо-востоку от села Муслюмово.

## История
Село основано башкирами-вотчинниками Булярской волости. 
Село известно с 1705 года. В XVIII—XIX веках жители относились к категориям тептярей и ясачных татар. Их основные занятия в этот период — земледелие и скотоводство, был распространен санный промысел.
В фонде Мензелинской воеводской канцелярия Российского государственного архива древних актов сохранилось дело от 30 октября 1745 г. «О причинении побой и отнятии денег у татарина дер. Амекеевы Тогаеву, татарином Докасимовым». Второй ревизией 1762 году, в селении были учтены ясачные татары команды Масея Хасанова в количестве 42 душ мужского пола, а также тептяри команды Минея Бекбовова в количестве 31 души мужского пола. По четвертой ревизии (1782 г.), материалы которой сохранились не полностью, «в деревне Амекеева» проживали тептяри общим числом 79 душ муж. пола.
В 1795 году в 15 дворах учтены 175 башкир и в 3 дворах 10 ясачных татар. В 1816 году при 33 дворах проживало 88 башкир мужского пола (из них 4 двоеженца), помимо булярских были также учтены дворы енейских и байларских башкир. Последние утверждали что «на даче башкирцев Булярской волости поселились они по оберегательной памяти 1705 года».
В 1791 году назначенный в деревню муллой башкир-вотчинник Булярской поземельной волости «из личных интересов принимал припущенников из башкир». Среди башкир-припущенников были также представители из Байларской волости. По данным 7-й ревизии (1816 г.), в Амикеево проживали 126 тептярей мужского пола и 88 башкир мужского пола. В 1859 году были учтены 1 066 башкир и тептярей, а в 1912 году — 39 башкир-вотчинников и 1 907 башкир-припущенников.
По сведениям 1811 года, в селе функционировала мечеть. 
В «Списке населенных мест по сведениям 1870 года», изданном в 1877 году, населённый пункт упомянут как деревня Амикеева 1-го стана Мензелинского уезда Уфимской губернии. Располагалась при речке Калмие, по правую сторону почтового тракта из Мензелинска в Бирск, в 60 верстах от уездного города Мензелинска и в 25 верстах от становой квартиры в деревне Поисева. В деревне, в 231 дворе жили 1161 человек (569 мужчин и 592 женщины, тептяри, башкиры), были 2 мечети, волостное правление, 3 училища, 17 лавок, базары по понедельникам, ярмарка 16 — 23 ноября. Жители занимались земледелием, скотоводством, деланием саней.
Пожар 1880 года уничтожил часть села, 2 мечети, медресе.
В 1900 году здесь было открыто русско-башкирское мужское училище. В начале XX века в селе располагалось волостное правление, функционировали 3 мечети, медресе (в 1912 г. обучалось 170 шакирдов), мектеб, хлебозапасный магазин, 17 лавок; по понедельникам работал базар, ежегодно в ноябре проводилась ярмарка. В этот период земельный надел сельской общины составлял 4769 десятин.
В 1866—1920 годах являлось центром Амикеевской волости Мензелинского уезда Уфимской губернии. С 1920 года в составе Мензелинского кантона ТАССР. С 10 августа 1930 года в Муслюмовском, с 10 февраля 1935 года в Калининском, с 12 октября 1959 года в Муслюмовском, с 1 февраля 1963 года в Сармановском, с 12 января 1965 года в Муслюмовском районах.
В 1930 году в селе был организован колхоз «Правда». В 1993—2006 годах крестьянское (фермерское) хозяйство «Дуслык», с 2018 года общество с ограниченной ответственностью «Август-Муслюм».

## Население
| 1792 | 1870 | 1884 | 1897 | 1906 | 1920 | 1926 | 1938 | 1949 | 1958 | 1970 | 1979 | 1989 | 2002 | 2010 | 2017 |
| ---- | ---- | ---- | ---- | ---- | ---- | ---- | ---- | ---- | ---- | ---- | ---- | ---- | ---- | ---- | ---- |
| 82   | 1161 | 1372 | 1447 | 1571 | 1788 | 1357 | 1150 | 812  | 744  | 760  | 668  | 508  | 509  | 491  | 497  |

Национальный состав села — татары.

## Экономика
Жители занимаются полеводством, мясо-молочным скотоводством.

## Инфраструктура
Неполная средняя школа (с 1928 г. как начальная), дом культуры (с 1971 г.), библиотека (с 1974 г.), детский сад (с 1990 г.).

## Религия
Мечеть «Рамзи» (с 1995 г.).

## Известные люди
Ф.М.Сафин (псевдоним Факил Амак) (р. 1954) – писатель, кандидат филологических наук, заслуженный работник культуры РТ.